# 桃園市立平鎮高級中等学校
桃園市立平鎮高級中等学校（とうえんしりつ へいちんこうとうがっこう）、略称は平鎮高校（へいちんこうこう）または鎮高（ちんこう）は、台湾桃園市平鎮区に位置する市立の高等中等学校。

## 姉妹校・交流校
- 広島県立三原東高等学校[1]
- 宮崎県立宮崎商業高等学校[2]